# 张啸林
张啸林（1877年—1940年8月14日），民國初年黑道人物，浙江宁波慈溪人，上海青帮頭目，國民革命軍少將，名張寅。

## 生平
张啸林原在杭州，1912年到上海，加入青幫，拜青帮“大”字辈头子为师，成为“通”字辈成员。之後，广收门徒，争霸上海滩。因与军阀卢永祥、何丰林等有勾结，与黄金荣、杜月笙并称为“上海青幫三大亨”，簡稱“上海三大亨”，上海人有「黃金榮愛錢，張嘯林善打，杜月笙會做人」之說。他们以法租界为基地，建立三鑫公司，组成私运鸦片集团,牟取暴利，组织“中华共进会”,配合蒋介石制造四一二政变，被蒋介石委为国民革命军少将参议。张啸林还与杜月笙合开赌台。1937年中國抗戰爆發，日军攻陷上海，張嘯林與日本合作，筹建傀儡政府「浙江省政府」，并拟出任省长。1939年组织“新亚和平促进会”。1940年，被枪杀于上海华格臬路（今宁海西路）张公馆。

## 相关影视作品

### 電影
- 1986年电影《大上海1937》王明晟饰张啸林
- 1991年電影《歲月風雲之上海皇帝》、《上海皇帝之雄霸天下》由徐錦江則飾演袁嘯軍（影射張嘯林）。
- 2012年電影《大上海》由吳鎮宇飾演茅載（影射張嘯林）。

### 電視劇
- 1989年亞視劇集《上海風雲》，由鄭少秋飾演馬嘯天（影射張嘯林）
- 2015年TVB劇集《梟雄》，由黎耀祥飾演龔嘯山（影射張嘯林）

## 延伸阅读
[在维基数据编辑]
 《海上名人傳·張嘯林》，出自《海上名人傳》
 在维基共享资源阅览影像